# 东平房塔
41°26′33″N 120°11′36″E / 41.44250°N 120.19333°E
东平房塔位于中国辽宁省朝阳市龙城区大平房镇东平房村，2013年被列为第七批全国重点文物保护单位。
东平房塔建在山顶上，南临大凌河，建于辽代。塔六角九级，现存八级，实心，密檐式，砖构，残高19.24米。